# Polycentropus malickyi
Polycentropus malickyi är en nattsländeart som beskrevs av Moretti 1981. Polycentropus malickyi ingår i släktet Polycentropus och familjen fångstnätnattsländor. Inga underarter finns listade i Catalogue of Life.